# Dudinská Päťdesiatka 2025
Dudinská Päťdesiatka 2025 – 44. edycja międzynarodowych zawodów lekkoatletycznych w chodzie sportowym Dudinská Päťdesiatka, które odbyły się 22 marca 2025 w słowackich Dudincach. Zawody były zaliczane do cyklu World Athletics Race Walking Tour Gold w sezonie 2025.

## Charakterystyka
Zawody rozgrywane w Dudincach należą do World Athletics Race Walking Tour Gold 2025 zarządzanego przez World Athletics i były rozgrywane na dystansach 35 i 20 km. Głównymi organizatorami były Slovenská atletika s.r.o. i miasto Dudince. Dla najlepszych 3 kobiet i 3 mężczyzn na tych dystansach przewidziano nagrody pieniężne w wysokości do 1000 Euro. Miejscem rozgrywania zawodów była pętla o długości 1 km prowadząca ulicami wokół urzędu miasta. Wystąpiło łącznie 303 zawodniczek i zawodników.
Zwycięzcą w chodzie mężczyzn na 35 km został reprezentujący Kanadę Evan Dunfee, który ustanowił nowy rekord świata na tym dystansie. Wśród kobiet najlepsza była Kolumbijka Paula Milena Torres. Na 20 km pierwszą lokatę zajęli Kolumbijczyk Mateo Romero i Ukrainka Ludmyła Olanowśka.
W ramach zawodów przeprowadzono mistrzostwa Chorwacji, Czech, Łotwy, Polski, Rumunii, Słowacji, Węgier i Wielkiej Brytanii na dystansie 35 km. Wyścigom głównym towarzyszyły zawody na krótszych dystansach: 1 km (U12, U14), 3 km (U16), 5 km (U18, Masters) i 10 km (U20, U23).

## Wyniki
| WR – rekord świata \| WL – najlepszy wynik na listach światowych w sezonie \| NR – rekord kraju \| PB – rekord życiowy \| SB – najlepszy wynik w sezonie |

### Wyścig na 35 km w ramach World Athletics Race Walking Tour
| Konkurencja: | Mężczyźni                | Rezultat | Kobiety                | Rezultat |
| 1. miejsce   | Evan Dunfee              | 2:21:40  | Paula Milena Torres    | 2:44:26  |
| 2. miejsce   | Christopher Linke        | 2:24:40  | Kimberly García León   | 2:45:59  |
| 3. miejsce   | José Luis Doctor Horales | 2:24:41  | Katarzyna Zdziebło     | 2:46:59  |
| 4. miejsce   | Julio César Salazar      | 2:25:39  | Johana Ordóñez         | 2:47:49  |
| 5. miejsce   | David Hurtado            | 2:26:00  | Viviane Lyra           | 2:48:37  |
| 6. miejsce   | Dominik Černý            | 2:26:31  | Magaly Beatriz Bonilla | 2:49:28  |
| 7. miejsce   | Matteo Giupponi          | 2:27:18  | Hana Burzalová         | 2:50:52  |
| 8. miejsce   | Maher Ben Hlima          | 2:27:51  | Olena Sobczuk          | 2:52:31  |

### Wyścig na 20 km w ramach World Athletics Race Walking Tour
| Konkurencja: | Mężczyźni            | Rezultat | Kobiety                        | Rezultat |
| 1. miejsce   | Mateo Romero         | 1:20:17  | Ludmyła Olanowśka              | 1:28:28  |
| 2. miejsce   | Mazlum Demir         | 1:20:57  | Eleonora Anna Giorgi           | 1:28:32  |
| 3. miejsce   | Mykoła Ruszczak      | 1:21:00  | Hanna Szewczuk                 | 1:28:37  |
| 4. miejsce   | Ricardo Ortiz        | 1:21:13  | Ilse Guerrero                  | 1:28:43  |
| 5. miejsce   | Jerry Jokinen        | 1:23:56  | Nicole Colombi                 | 1:28:51  |
| 6. miejsce   | Akshdeep Singh       | 1:24:13  | Lucy Alejandra Mendoza Malagon | 1:29:01  |
| 7. miejsce   | Serhii Svitlychnyi   | 1:24:28  | Laura Cristina Mojica Chalarca | 1:31:30  |
| 8. miejsce   | Miguel Arcangel Peña | 1:27:36  | Mariia Sakharuk                | 1:31:58  |

### Mistrzostwa Chorwacji seniorów na 35 km
| Konkurencja: | 1. miejsce  | Rezultat | 2. miejsce     | Rezultat | 3. miejsce      | Rezultat |
| Mężczyźni    | Bruno Erent | 3:05:33  | Edmond Dobruna | 3:17:08  | Berislav Devčić | 4:41:08  |

### Mistrzostwa Czech seniorów na 35 km
| Konkurencja: | 1. miejsce     | Rezultat | 2. miejsce         | Rezultat | 3. miejsce  | Rezultat |
| Mężczyźni    | Vít Hlaváč     | 2:33:47  | Jaromír Morávek    | 2:36:42  | Lukáš Gdula | 2:58:27  |
| Kobiety      | Nelly Bugárová | 3:19:52  | Michaela Baklíková | 3:29:11  | -           | -        |

### Mistrzostwa Łotwy seniorów na 35 km
| Konkurencja: | 1. miejsce        | Rezultat | 2. miejsce | Rezultat | 3. miejsce | Rezultat |
| Mężczyźni    | Raivo Saulgriezis | 2:33:41  | -          | -        | -          | -        |

### Mistrzostwa Polski seniorów na 35 km
| Konkurencja: | 1. miejsce         | Rezultat | 2. miejsce         | Rezultat | 3. miejsce          | Rezultat |
| Mężczyźni    | Maher Ben Hlima    | 2:27:51  | Arkadiusz Schiedel | 2:52:54  | Sebastian Karpiński | 3:36:44  |
| Kobiety      | Katarzyna Zdziebło | 2:46:59  | Agnieszka Ellward  | 2:55:51  | Anna Zdziebło       | 3:03:34  |

### Mistrzostwa Rumunii seniorów na 35 km
| Konkurencja: | 1. miejsce      | Rezultat | 2. miejsce     | Rezultat | 3. miejsce        | Rezultat |
| Mężczyźni    | Marius Cocioran | 2:42:55  | Narcis Mihăilă | 2:47:08  | Pavel Remus Rădoi | 2:48:18  |

### Mistrzostwa Słowacji seniorów na 35 km
| Konkurencja: | 1. miejsce     | Rezultat | 2. miejsce    | Rezultat | 3. miejsce | Rezultat |
| Mężczyźni    | Dominik Černý  | 2:26:31  | Michal Morvay | 2:33:00  | -          | -        |
| Kobiety      | Hana Burzalová | 2:50:52  | Mária Czaková | 2:58:21  | -          | -        |

### Mistrzostwa Węgier seniorów na 35 km
| Konkurencja: | 1. miejsce        | Rezultat | 2. miejsce   | Rezultat | 3. miejsce | Rezultat |
| Mężczyźni    | Bence Venyercsán  | 2:31:53  | Dávid Tokodi | 3:06:17  | -          | -        |
| Kobiety      | Viktória Madarász | 3:01:44  | -            | -        | -          | -        |